# Giles Corey

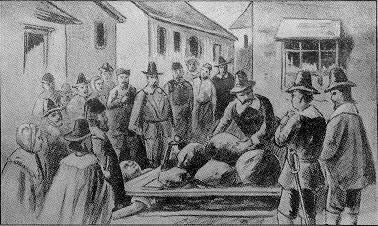
Tod von Giles Corey durch Erdrücken

Giles Corey (auch Cory oder Coree geschrieben; * ca. 1612; † 19. September 1692, Salem, Massachusetts) war ein Bauer, der den Hexenprozessen von Salem zum Opfer fiel.

## Leben
Der Puritaner lebte mit seiner Frau Martha auf seinem Hof. Im Alter von 80 Jahren wurde er der Hexerei bezichtigt. Er hatte zuvor seine Frau in Schutz genommen, die von mehreren jungen Frauen als Hexe angeklagt worden war. Am 18. April 1692 wurde Corey durch den Untersuchungsrichter vernommen und dann für fünf Monate ins Gefängnis geworfen. Im Hauptprozess untermauerten fast ein Dutzend Zeugen die Aussagen der Anklägerinnen. 
Da ihm klar war, dass er zum Tode verurteilt werden würde, verzichtete er auf einen Prozess. Er wollte so angeblich verhindern, dass sein Land an den Staat fiel. Unter dem englischen Common Law, das auch im frühen kolonialen Nordamerika galt, kam es nur zu einem Urteil, wenn der Angeklagte plädierte („schuldig“ oder „nicht schuldig“).  Wenn der Angeklagte auf schuldig plädierte oder nach einer Beweisaufnahme von den Geschworenen für schuldig befunden, verurteilt und hingerichtet wurde, fiel sein Land an den Staat. Corey hatte seine Farm kurz zuvor seinen Schwiegersöhnen vermacht. Historiker stellen diese Version  jedoch in Frage. Um ihn zu einem Plädoyer zu zwingen, gab es als zulässige Foltermethode das Pressen unter zunehmendem Gewicht (ggf. bis zum Tode). Diese Foltermethode wurde weder vorher noch nachher in der Kolonie Massachusetts angewandt. Corey litt tagelang ohne nachzugeben und starb am dritten Tag. Laut einem Bericht waren seine letzten Worte „mehr Gewicht“.
Auf Befehl des Richters Jonathan Corwin wurde Corey auf dem Gallows Hill verscharrt. Bei den Hexenprozessen von Salem wurden zwischen dem 2. Juni und dem 22. September 1692 in vier Gruppen insgesamt 19 Menschen gehängt, in der letzten auch Coreys Frau Martha.

## Legende
Der Legende nach erschien in der Nacht vor einer Katastrophe in Salem ein Geist. So wurde behauptet, ein alter Mann sei auf dem Friedhof gesehen worden, bevor das große Feuer in Salem 1914 ausbrach. Dieser Mann soll Corey gewesen sein. 

## Figur bei Arthur Miller
Arthur Miller nahm die Figur Coreys in sein Theaterstück Hexenjagd (The Crucible, 1953) auf. Hier wird er als aufbrausender, aber ehrenwerter Mann dargestellt, der dem Hexenwahn kritisch gegenüberstand. In Millers Drama fühlt sich Corey schuldig, weil er einem Pastor erzählt hatte, dass seine Frau Martha seltsame Bücher lese (heißt: nicht die Bibel und andere erbauliche Bücher), was in der kolonialen puritanischen Gesellschaft des 17. Jahrhunderts ungern gesehen wurde. In der Originalaufführung von 1953 wurde er durch Joseph Sweeney verkörpert. In der Verfilmung Die Hexen von Salem (1957) wurde Corey von Aribert Grimmer gespielt und in der Verfilmung Hexenjagd (1996) von Peter Vaughan.

## Denkmal
Zum Andenken an Giles und Martha Corey wurden 1992 in West Peabody am Ufer des Crystal Lake, auf einem Grundstück, das früher zum Besitz von Giles Corey gehört hatte, zwei Gedenksteine errichtet.

## Trivia
Die Metalcore-Band Unearth besingt in ihrem Lied Giles das Schicksal Coreys.